# حمية (جاهلية)
|  | يجري الآن نقاش حول نقل صفحة حمية (جاهلية) إلى حمية (صفة). جار التوصل إلى اتفاق بشأن النقل في صفحة طلبات النقل. |

الحمية لغةً العار والأنفة لأنها سبب الحماية، تدل خاصة على صفة لعرب الجاهلية وهي التمسك بصالح القبيلة التي إليها ينتسبون فهي ترادف كلمة العصبية وضد كلمة الديانة. وتطلق الحمية على المحافظة على المحرم والدين من التهمة. ومادة الكلمة حمي وتفيد أي محظور لا يقرب.